# Odilon Barrot

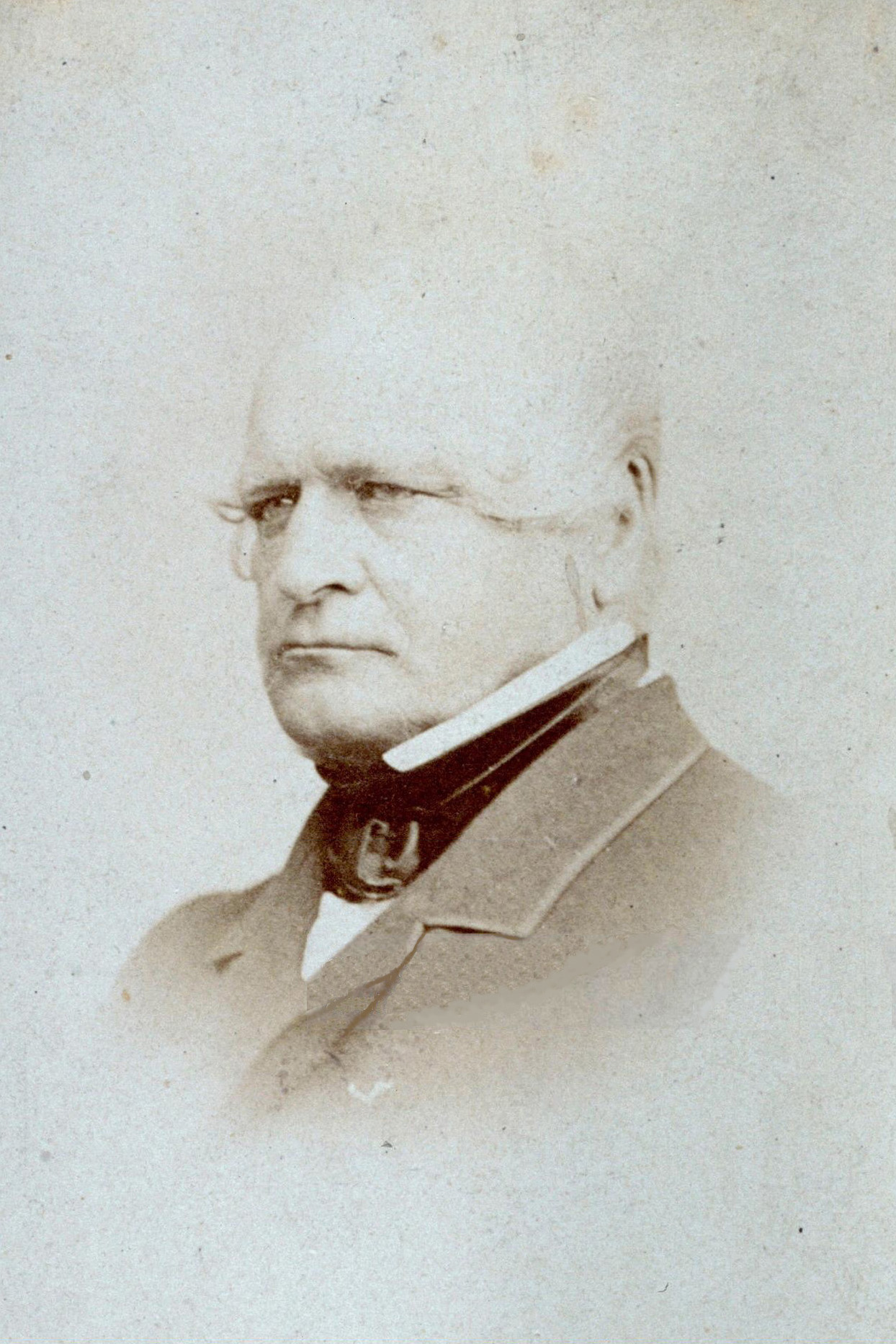
Camille Hyacinthe Odilon Barrot

(Hyacinthe Camille) Odilon Barrot (Villefort, 19 juli 1791 – Bougival, 6 augustus 1873) was een Frans politicus. Van 20 december 1848 tot 31 oktober 1849 was hij premier van Frankrijk.

## Biografie

### Achtergrond, opleiding en vroege carrière
Odilon Barrot stamde uit een familie van rechtsgeleerden uit Toulouse. Hij was de zoon van Jean-André Barrot (1753-1845), magistraat, die lid was van de Nationale Conventie (Convention nationale) en tégen de ter dood veroordeling van koning Lodewijk XVI van Frankrijk (1792). Odilon Barrot was de broer van Ferdinand Barrot (1806-1883) en Adolphe Barrot (1801-1870), beide vooraanstaande politici.
Odilon Barrot werd op jonge leeftijd naar de École spéciale militaire de Saint-Cyr (militaire academie van Saint-Cyr), maar studeerde later rechten aan het Lycée Napoléon. In 1811 werd hij lid van de balie van Parijs. Hij werkte voor een vriend van zijn vader, Jean Mailhe, advocaat bij de Raad des Konings (Conseil du Roi) en het Hof van Cassatie. In 1814, na de tweede Restauratie, werd Mailhe afgezet en volgde Barrot hem op. Hij verzette zich tegen de terugkeer van Napoleon I in 1815, maar verzette zich ook tegen de Witte Terreur (Terreur Blanche).
Odilon Barrot ontwikkelde zich tot voorstander van een constitutionele monarchie en werd een van de voornaamste leden van de Parti Libéral (Liberale Partij). Hij onderhield goede contacten met liberale voormannen als Benjamin Constant, marquis La Fayette en generaal Maximilien Sébastien Foy.
Hij verdedigde als advocaat diverse politieke tegenstanders. In 1818 verdedigde hij de Protestantse inwoners van een klein dorp die beboet werden omdat zij weigerden om de voorgevels van hun huizen te versieren ter gelegenheid van Sacramentsdag. Tijdens de rechtszitting bepleitte hij een seculiere wetgeving.
In 1820 verzette hij zich tegen de wet die het mogelijk maakte om iemand vast te houden zonder vorm van proces wanneer drie ministers het arrestatiebevel tekenden. Barrot werd als gevolg van zijn verzet tegen de wet gearresteerd en gevangengezet. Een Assisenhof sprak hem echter vrij. In 1827 werd hij lid van het genootschap Aide-toi, le ciel t'aidera ("God helpt hen die zichzelf helpen") en zat een banket van het genootschap voor ter ere van de 221 parlementariërs die in maart 1830 een petitie hadden overhandigd aan koning Karel X.
Ondanks zijn verzet tegen de absolute monarchie onder de koningen Lodewijk XVIII (1814-1824) Karel X (1824-1830) was hij nooit betrokken geweest bij samenzweringen tegen de regering. Hij nam echter wel deel aan de Julirevolutie die in 1830 een einde maakte aan de monarchie onder het Huis Bourbon. Hij had zich aangesloten bij de Nationale Garde (Garde Nationale) en werd tot secretaris van de gemeenteraad van Parijs gekozen. Deze gemeenteraad zetelde in het hôtel-de-ville.

### Julimonarchie

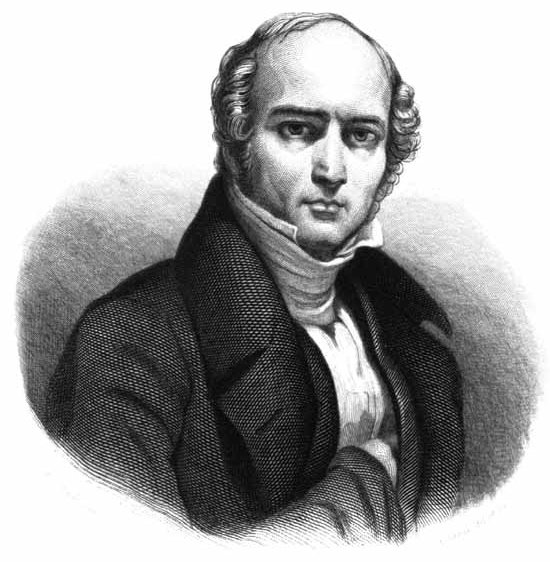

Odilon Barrot was een tegenstander van het republikeinse gedachtegoed die sommige revolutionairen koesterden. Barrot, gesteund door de Parti Libéral, bepleitte de invoering van een liberale, constitutionele monarchie onder de hertog van Orléans (Lodewijk Filips). Barrot werd door de nieuwe koning Lodewijk Filips aangewezen tot commissaris van de escorte die koning Karel X naar het buitenland begeleidde. Na zijn terugkeer in Parijs werd hij benoemd tot prefect van het departement Seine. In 1831 werd hij voor het departement Eure in de Kamer van Afgevaardigden (Chambre des Députés) gekozen. Als parlementariër verzette hij zich tegen het kabinet-Perier.
In 1832 was Barrot advocaat van een van de demonstranten die aan het oproer tijdens de begrafenis van de linkse generaal Jean Maximilien Lamarque en werd hierdoor een held in democratische kringen. In april 1834 verdedigde hij het recht op vereniging
Als constitutioneel monarchist was hij een verklaard tegenstander van de zgn. "uitzonderingswetgeving" die het mogelijk maakte tegenstanders van het regime zonder vorm van proces vast te zetten. Hij sloot zich aan bij de groep die rond de duc d'Orléans, de liberale oudste zoon van de koning, was gevormd. Het was dan ook een tegenvaller voor Barrot en zijn medestanders toen de duc d'Orléans in 1842 overleed. Barrot zette zich hierna in voor de erkenning van de nog jonge comte de Paris in plaats van de zoon van de (enigszins hooghartige en niet zo populaire) hertog van Nemours als troonopvolger.
Na een reis in het Nabije Oosten in 1846, organiseerde Barrot diverse banketten waar hij zijn ontevredenheid uitte over de regering, zonder zich ook maar één keer de koning af te vallen, die hij, ondanks alles, hoog had zitten. De koning van zijn kant respecteerde Barrot, voorman van links, altijd.

### Februarirevolutie en Tweede Franse Republiek
Tijdens de Februarirevolutie trachtte de koning de monarchie te behouden door af te treden ten gunste van zijn kleinzoon, de comte de Paris, onder regentschap van diens moeder, prinses Helena van Mecklenburg-Schwerin. Barrot steunde dit plan, werd benoemd tot interim-premier, maar het kon niet rekenen op voldoende steun in de Kamer van Afgevaardigden, ondanks de inzet van Barrot. Barrot begaf zich zelfs onder de revolutionairen om hen tot kalmte te manen en hen te winnen voor het behoud van de monarchie. Op 24 februari werd Frankrijk een republiek.
Barrot accepteerde de republiek als een feit en schaarde zich achter generaal Louis Eugène Cavaignac, die sinds juni 1848 dictator van Frankrijk was. Hij werd in de Nationale Grondwetgevende Vergadering (Assemblée Nationale Constituante) gekozen (27 september 1848) en nam deel aan de constituionele debatten. Anders dan de meerderheid van het Franse parlement was Barrot voorstander van de invoering van een tweekamerstelsel.
Na de verkiezing van prins Lodewijk Napoleon Bonaparte tot president (10 december 1848) werd hij premier (Président du Conseil). Tijdens zijn premierschap steunde hij het zenden van troepen naar Rome om de Pauselijke Staat te beschermen tegen de Italiaanse nationalisten en revolutionairen.
Als premier hoopte Barrot enkele liberale hervormingen door te voeren, maar ondervond te veel verzet van de conservatieve krachten in de regering. In oktober 1849 trad hij af. Hij behield echter ook politieke invloed omdat hij enkele maanden eerder voor het departement Aisne in de Nationale Wetgevende Vergadering (Assemblée Nationale Constituante) was gekozen. Na de staatsgreep van 2 december 1851, waarbij de prins-president alle macht naar zich toetrok, werd Barrot wegens zijn verzet tegen de coup gearresteerd en beschuldigd van hoogverraad. Na korte tijd gevangen te hebben gezeten kwam hij vrij en stapte voorlopig uit de politiek.
In 1852 werd Frankrijk een keizerrijk met Napoleon III (Lodewijk Napoleon Bonaparte) als keizer.

### Tweede Franse Keizerrijk
In 1855 werd Barrot vrij lid van de Académie des Sciences Morales et Politiques (in 1870 volledig lid) en wijdde hij zich aan studies rondom de wetgeving. In 1869 steunde hij de regering-Ollivier onder leiding van premier Émile Ollivier, die van keizer Napoleon III de opdracht kreeg om liberale hervormingen door te voeren. Tijdens deze korte periode van het Empire Libéral ("Liberale Keizerrijk") trad Barrot wat meer op de voorgrond. Hij werd, na te zijn verzoend met Napoleon III, benoemd tot voorzitter van het extraparlementaire comité ter bevordering van de decentralisatie van het rijk.

### Derde Franse Republiek
Na de val van het Keizerrijk en de afkondiging van de Derde Franse Republiek op 4 september 1870 was Barrot een van de voornaamste pleitbezorgers van de verkiezing van de orleanist Adolphe Thiers tot president. Nadat Thiers president ("voorzitter van het uitvoerend gezag") was geworden werd Barrot lid van de Raad van State (Conseil d'État). Thiers benoemde hem op 27 juli 1872 tot voorzitter van de Raad van State. De oude en verzwakte Barrot was echter niet meer in staat om macht uit te oefenen en hij overleed op 82-jarige leeftijd, op 6 augustus 1873 in Bougival (Yvelines).

## Privé
Hyacinthe Camille Odilon Barrot was getrouwd met een dochter van Guillaume-Xavier Labbey de Pompières (1751-1831), een prominent liberaal en aanhanger van de constitutionele monarchie.

## Werken
- De la centralisation et de ses effets, 1870
- De l'organisation judiciaire en France, 1872
- Mémoires posthumes, uitgegeven door Duvergier de Hauranne, Paris, Charpentier, 1875-1876, 4 dln.